# Провіденс (Алабама)
Провіденс (англ. Providence) — місто (англ. town) в США, в окрузі Маренго штату Алабама. Населення — 167 осіб (2020).

## Географія
Провіденс розташований за координатами 32°20′33″ пн. ш. 87°46′34″ зх. д. / 32.34250° пн. ш. 87.77611° зх. д. (32.342386, -87.776115).  За даними Бюро перепису населення США в 2010 році місто мало площу 4,52 км², уся площа — суходіл.

## Демографія
Згідно з переписом 2010 року, у місті мешкали 223 особи в 102 домогосподарствах у складі 65 родин. Густота населення становила 49 осіб/км².  Було 124 помешкання (27/км²).
Расовий склад населення:
| - 81,2 % — білих - 13,0 % — чорних або афроамериканців - 1,3 % — вихідців з тихоокеанських островів - 2,7 % — осіб інших рас |

До двох чи більше рас належало 1,8 %. Частка іспаномовних становила 3,1 % від усіх жителів.
За віковим діапазоном населення розподілялося таким чином: 19,7 % — особи молодші 18 років, 57,4 % — особи у віці 18—64 років, 22,9 % — особи у віці 65 років та старші. Медіана віку мешканця становила 44,8 року. На 100 осіб жіночої статі у місті припадало 95,6 чоловіків;  на 100 жінок у віці від 18 років та старших — 90,4 чоловіків також старших 18 років.
Середній дохід на одне домашнє господарство  становив 64 699 доларів США (медіана — 40 208), а середній дохід на одну сім'ю — 89 472 долари (медіана — 95 417). Медіана доходів становила 81 000 доларів для чоловіків та 43 750 доларів для жінок. За межею бідності перебувало 10,8 % осіб, у тому числі 11,3 % дітей у віці до 18 років та 11,3 % осіб у віці 65 років та старших.
Цивільне працевлаштоване населення становило 112 особи. Основні галузі зайнятості: транспорт — 29,5 %, науковці, спеціалісти, менеджери — 14,3 %, виробництво — 14,3 %.